# Blekan, Ingå
Blekan är en klippa i Finland.   Den ligger i kommunen Ingå i den ekonomiska regionen  Raseborg  och landskapet Nyland, i den södra delen av landet, 50 km sydväst om huvudstaden Helsingfors.
Terrängen runt Blekan är mycket platt.  Närmaste större samhälle är Ingå, 19,6 km nordväst om Blekan. 